# دارا خسروشاهی
دارا خسروشاهی (زادهٔ ۲۸ مهٔ ۱۹۶۹) مدیر اجرایی کسب‌وکار ایرانی-آمریکایی است که به‌عنوان مدیر عامل اجرایی اوبر فعالیت می‌کند. او پیشتر مدیر عامل اجرایی اکسپیدیا بود.

## اوایل زندگی و تحصیلات
دارا خسروشاهی در ۲۸ مهٔ ۱۹۶۹ در یک خانواده برجسته و ثروتمند به دنیا آمد و در عمارتی در مجموعه خانوادگی‌شان بزرگ شد. او کوچک‌ترین فرزند از سه فرزند لیلی و اصغر (گری) خسروشاهی است. خانواده او شرکت سرمایه‌گذاری البرز را تأسیس کردند؛ این شرکت خوشه‌ای متنوع در زمینه‌های داروسازی، مواد شیمیایی، مواد غذایی، توزیع، بسته‌بندی، تجارت و خدمات فعالیت داشت. در سال ۱۹۷۸، اندکی پیش از انقلاب اسلامی، خانواده‌اش به دلیل ثروتشان هدف قرار گرفتند و مادرش تصمیم گرفت همه چیز را رها کند و از کشور بگریزد. شرکت خانوادگی آن‌ها بعداً ملی شد. این خانواده ابتدا به جنوب فرانسه گریخت. آن‌ها قصد داشتند با بهبود اوضاع سیاسی به ایران بازگردند، اما وقتی این اتفاق نیفتاد و جنگ ایران و عراق آغاز شد، به ایالات متحده مهاجرت کردند و در نهایت نزد یکی از عموهایش در تری‌تاون، نیویورک ساکن شدند. مادر خسروشاهی که پول بسیار کمی برای حمایت از فرزندانش داشت و در ایران هرگز کار نکرده بود، شروع به کار تمام‌وقت کرد تا هزینه تحصیل پسرش را تأمین کند. در سال ۱۹۸۲، وقتی خسروشاهی ۱۳ ساله بود، پدرش برای مراقبت از پدربزرگش به ایران رفت. دولت ایران سپس پدرش را به مدت ۶ سال از خروج از کشور منع کرد، بنابراین خسروشاهی دوران نوجوانی خود را بدون دیدار با پدرش گذراند.
در سال ۱۹۸۷، او از مدرسه هکلی، یک مدرسه پیش‌دانشگاهی خصوصی در تری‌تاون، فارغ‌التحصیل شد. در سال ۱۹۹۱، با مدرک کارشناسی در مهندسی برق و الکترونیک از دانشگاه براون فارغ‌التحصیل شد؛ خسروشاهی در آن‌جا عضو انجمن اجتماعی سیگما چی بود.

## زندگی حرفه‌ای

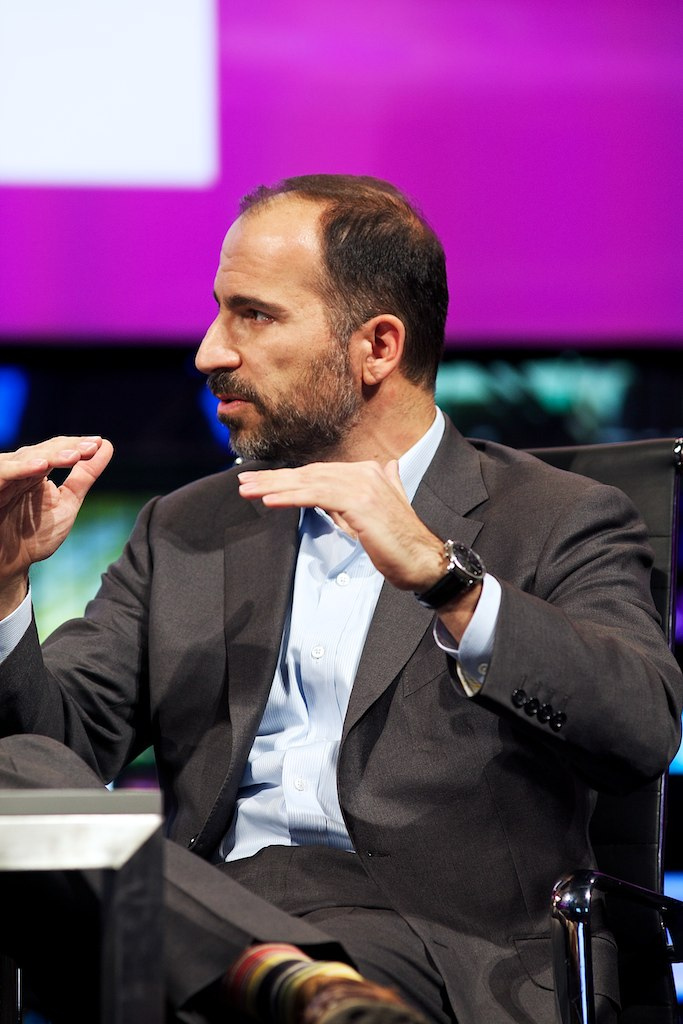
دارا خسرو شاهی سال ۲۰۱۲

دارا خسروشاهی از ۱۹۹۱ هفت سال برای بانک سرمایه‌گذاری الن کار کرد. در ۱۹۹۸ به دعوت بری دیلر به عنوان رئیس مشاور ارشد برنامه‌ریزی راهبردی رئیس شرکت به شرکت یواس‌ای نتورک پیوست. پس از آن، در شرکت دیگر بری دیگر، به جایگاه مدیر ارشد مالی آی‌ای‌سی رسید.
آی‌ای‌سی شرکت اکسپدیا را در سال ۲۰۰۱ خرید. دارا خسروشاهی از سال ۲۰۰۵ به مدیر عامل اجرایی آن شرکت برگزیده شد و آن را بدل به پردرآمدترین آژانس مسافرتی آنلاین آمریکا کرد. دامنه کار این شرکت را به شصت کشور جهان توسعه داد و درآمد آن را چهار برابر کرد. وی همچنین در کنار مسئولیت‌های بسیار خود از سال ۲۰۱۵ در هیئت مدیرهٔ نیویورک تایمز کمپانی نیز عضویت دارد.
نیویورک تایمز در سال ۲۰۱۶ درآمد دارا خسروشاهی را در میان بالاترین درآمد مدیران عامل در آمریکا (بیش از ۹۶ میلیون دلار آمریکا) معرفی کرد.
در ۲۷ اوت ۲۰۱۷ هیئت مدیره اوبر به او به عنوان مدیر عامل اجرایی تازه رای دادند و او را به عنوان مدیر عامل جدید ارزشمندترین شرکت نوپای فناوری در جهان برگزیدند. اوبر در شرایطی به خسروشاهی سپرده شد که بحران سختی را تجربه می‌کرد.
وظیفه اصلی خسروشاهی پاکسازی تصویر شرکتی بود که به دلیل افشاگری‌ها دربارهٔ فرهنگ سازمانی اوبر، به یکی از منفورترین شرکت‌های کشور تبدیل شده بود. او ۱۴ ارزش دست‌نیافتنی پیشین تراویس کالانیک، که شامل مواردی مانند «فوق‌انگیزه» و «همیشه در تکاپو باش» بود، را با هشت ارزش جدید متمرکز بر «وسواس مشتری» جایگزین کرد. در تمام حضورهای عمومی خود پس از تصدی این نقش، خسروشاهی بر این پیام تأکید کرد: «ما کار درست را انجام می‌دهیم.»: 321–324 
در مه ۲۰۱۹، خسروشاهی اوبر را در عرضه اولیه عمومی هدایت کرد و این موضوع را در نامه‌ای به همه کارکنان شرکت مطرح کرد.
در سال ۲۰۲۲، مجموع حقوق و مزایای خسروشاهی از اوبر با ۲۲ درصد افزایش به ۲۴٫۳ میلیون دلار رسید. در سال ۲۰۲۳، مجموع حقوق و مزایای او از اوبر ۲۴٫۲ میلیون دلار بود که نشان‌دهنده نسبت حقوق مدیرعامل به کارمند میانی ۲۹۲ به ۱ بود. ارزش خالص دارایی‌های خسروشاهی تا فوریه ۲۰۲۵ حداقل ۲۳۸ میلیون دلار تخمین زده شده است.

## جوایز و افتخارات
در ماه ژوئن ۲۰۱۳ شرکت حسابداری بریتانیایی ارنست اند یانگ دارا خسروشاهی را به عنوان برنده جایزه کارآفرین سال در شمال غربی اقیانوس آرام اعلام کرد.
دارا خسروشاهی در «فهرست ایرانیان برجسته آمریکایی» در فهرست وزارت امور خارجه ایالات متحده آمریکا قرار دارد.

## دیدگاه‌ها
دارا خسروشاهی به دلیل انتقادهای صریحش از دونالد ترامپ رئیس‌جمهور ایالات متحده آمریکا شناخته می‌شود و از حامیان مالی هیلاری کلینتون در انتخابات ریاست جمهوری ۲۰۱۶ آمریکا بود.
او که خود را تجسم رؤیای آمریکایی می‌داند از منتقدان فرمان اجرایی دونالد ترامپ برای ممنوعیت سفر شهروندان شش کشور به آمریکا بود. به عقیده او آمریکا «ملت مهاجران» است.
دارا خسروشاهی در نوامبر ۲۰۱۹ در یک مصاحبه تلویزیونی در برنامه آکسیوس کانال تلویزیونی اچ‌بی‌او، قتل جمال خاشقجی را با رخداد کشته‌شدن یک رهگذر با خودروی خودران اوبر مقایسه کرد و گفت که قتل جمال خاشقجی، کاری قابل بخشش است. او بی‌درنگ پس از مصاحبه، حرف خود را پس گرفت و تأکید کرد که این مقایسه، اشتباه بوده است. عربستان سعودی پنجمین سهامدار عمده شرکت اوبر است و رئیس صندوق ذخیره ارزی عربستان سعودی، از اعضای هیئت مدیره این شرکت است.

## زندگی خصوصی
دارا خسروشاهی سال ۲۰۱۲ با همسر دوم خود سیدنی شاپیرو ازدواج کرد. او چهار فرزند دارد و وقت زیادی را با خانواده بزرگ خود می‌گذراند.
شمار زیادی از اعضای خانواده او در زمره مدیران و مؤسسان کسب‌وکارها هستند. عموی او حسن خسروشاهی فروشگاه‌های زنجیره ای الکترونیک فیوچر شاپ را در کانادا تأسیس کرد که از سوی بست بای خریداری شد. هادی و علی پرتوی پسرعمه‌های او هستند. پسرعموی او فرزاد «فازی» خسروشاهی مدیر ارشد فناوری نوشن است.